# 中外製薬工業
中外製薬工業株式会社（ちゅうがいせいやくこうぎょう）は、中外製薬が100%出資している子会社。前身は同じく中外製薬100%子会社の中外商事株式会社（後に中外テクノビジネス株式会社に商号変更）。

## 概要
2006年（平成18年）5月1日、中外製薬が自社の浮間工場、藤枝工場、宇都宮工場及び鎌倉工場における医薬品等の製造に関する事業を、会社分割により承継して発足した。